# Primorsko-Akhtarsky (huyện)
Huyện Primorsko-Akhtarsky (tiếng Nga: ? райо́н) là một huyện hành chính tự quản (raion), của Vùng Krasnodar, Nga. Huyện có diện tích 2518 kilômét vuông, dân số thời điểm ngày 1 tháng 1 năm 2000 là 60200 người. Trung tâm của huyện đóng ở Primorsko-Akhtarsk.